# Cenozoico
Il Cenozoico,  dal greco antico καινός?, kainòs ("nuovo") e ζωή, zoè ("vita") cioè nuova vita, detto anche Terziario, è l'ultima delle tre ere geologiche del Fanerozoico. Ha avuto inizio 65,5 ± 0,3 milioni di anni fa, al termine del Mesozoico ed è tuttora in corso.

## Suddivisione
La Commissione Internazionale di Stratigrafia riconosce per il Cenozoico una suddivisione in tre periodi, ordinati dal più recente, ovvero il Neozoico (o Quaternario), al più antico secondo il seguente schema:
- Neozoico (Quaternario): da 2,588 milioni di anni fa (Ma) ad oggi
  - Olocene: da 0,012 Ma ad oggi
  - Pleistocene: da 2,588 a 0,012 Ma
- Neogene: da 23,03 a 2,588 Ma
  - Pliocene: da 5,332 a 2,588 Ma
  - Miocene: da 23,03 a 5,332 Ma
- Paleogene: da 65,5 ± 0,3 a 23,03 Ma
  - Oligocene: da 33,9 ± 0,1 a 23,03 Ma
  - Eocene: da 55,8 ± 0,2 a 33,9 ± 0,1 Ma
  - Paleocene: da 65,5 ± 0,3 a 55,8 ± 0,2 Ma

## Caratteristiche

### Paleogeografia
Le masse continentali continuarono il loro processo di frammentazione avviatosi già nel Mesozoico e i vari continenti finirono col portarsi, alla fine dell'Era, all'incirca nella posizione attuale; si sollevarono importanti catene montuose e si ampliò l'Oceano Atlantico.
In seguito alla collisione dell'Arabia con l'Eurasia, che chiuse l'oceano della Tetide, il Mar Mediterraneo divenne un mare chiuso all'incirca 6,4-6,5 milioni di anni fa e si prosciugò durante il Messiniano (Miocene superiore), per essere di nuovo invaso dalle acque atlantiche all'inizio del Pliocene.
L'Australia, che si era staccata dal Gondwana durante il Cretaceo, si spostò verso Nord avvicinandosi all'Asia sudorientale, mentre l'Antartide migrò verso sud fino a posizionarsi nell'attuale regione del Polo Sud.
L'India entrò in collisione con l'Asia tra 55 e 45 milioni di anni fa, e il Sud America si collegò al Nord America attraverso l'istmo di Panama.

### Clima
Si creano nuovi ambienti naturali e il clima, specialmente dal Miocene in avanti, subisce ampie oscillazioni nella temperatura e nell'umidità; le condizioni di aridità determinano lo sviluppo e la diffusione delle erbe rispetto agli alberi, per cui la Terra si copre di vaste distese steppiche favorevoli allo sviluppo di Mammiferi grandi e veloci e di Uccelli simili a quelli odierni.
Il distacco del Sud America dall'Antartico, con la conseguente formazione dello stretto di Drake, provocò l'instaurarsi della Corrente Circumpolare Antartica che fece affluire in superficie l'acqua fredda delle profondità antartiche, causando così un sensibile raffreddamento del clima. Il successivo congiungersi dell'America meridionale a quella settentrionale attraverso l'istmo di Panama, provocò una variazione delle correnti marine con il rafforzamento della corrente di Humboldt e l'instaurasi della corrente del Golfo, con il risultato complessivo del congelamento del continente antartico e contribuendo alle conseguenti glaciazioni del Pleistocene.

### Fauna

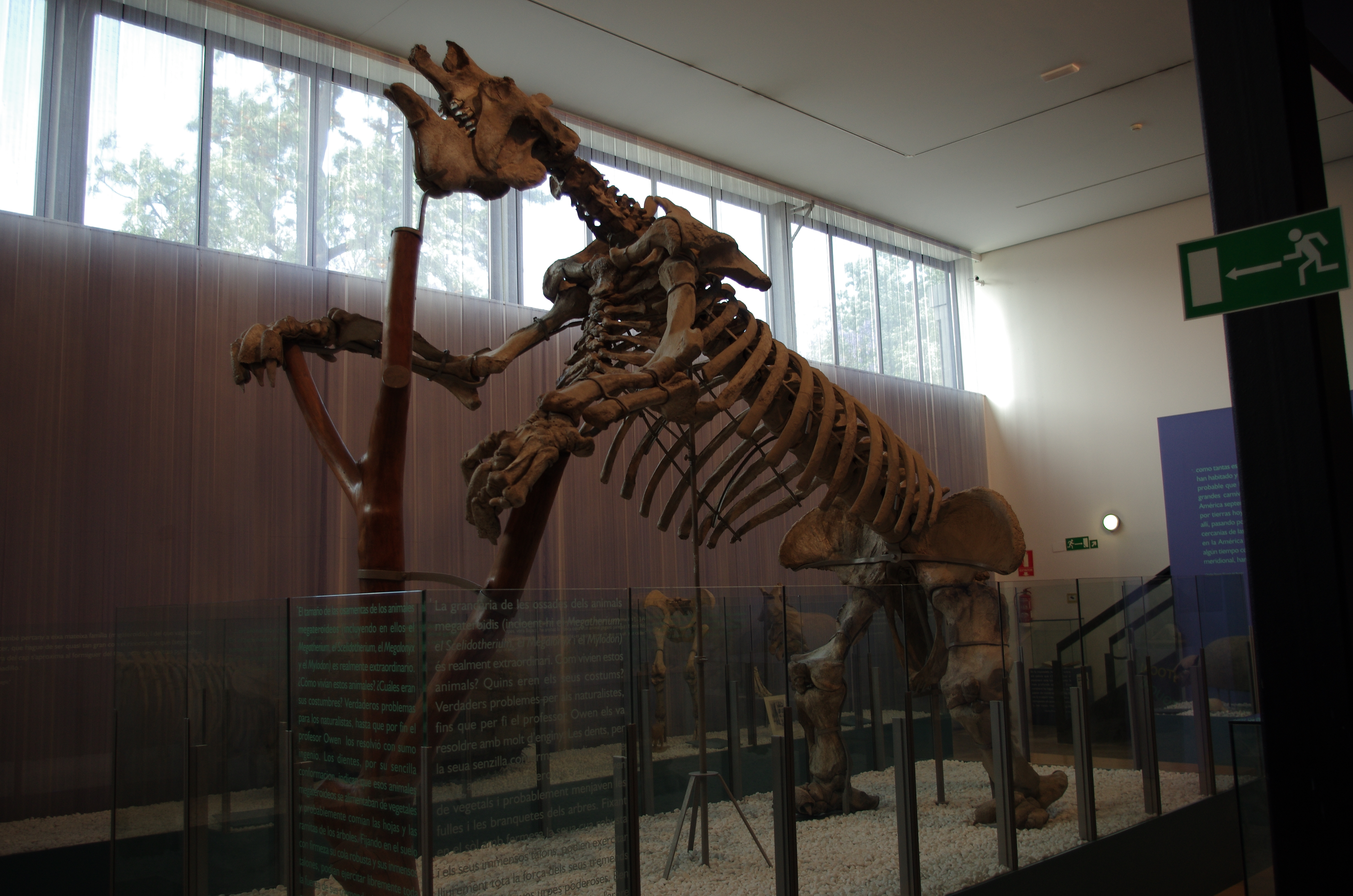
Uno scheletro di megatherium al Natural History Museum di Londra

La fauna era costituita principalmente da mammiferi e da pochissime specie di uccelli. Fra i mammiferi e gli uccelli ricordiamo: brontoteri, cinghiali, rinoceronti lanosi, megaloceri, lupi, diatryma, indricotherium, doedicurus clavicaudatus (che secondo le ricerche di Charles Darwin, con l'evoluzione è diventato più piccolo come l'attuale armadillo), smilodon, mammuthus, titanis walleri, hyaenodon, andrewsarchus mongoliensis, tantissimi esemplari di ursidae e il megatherium.

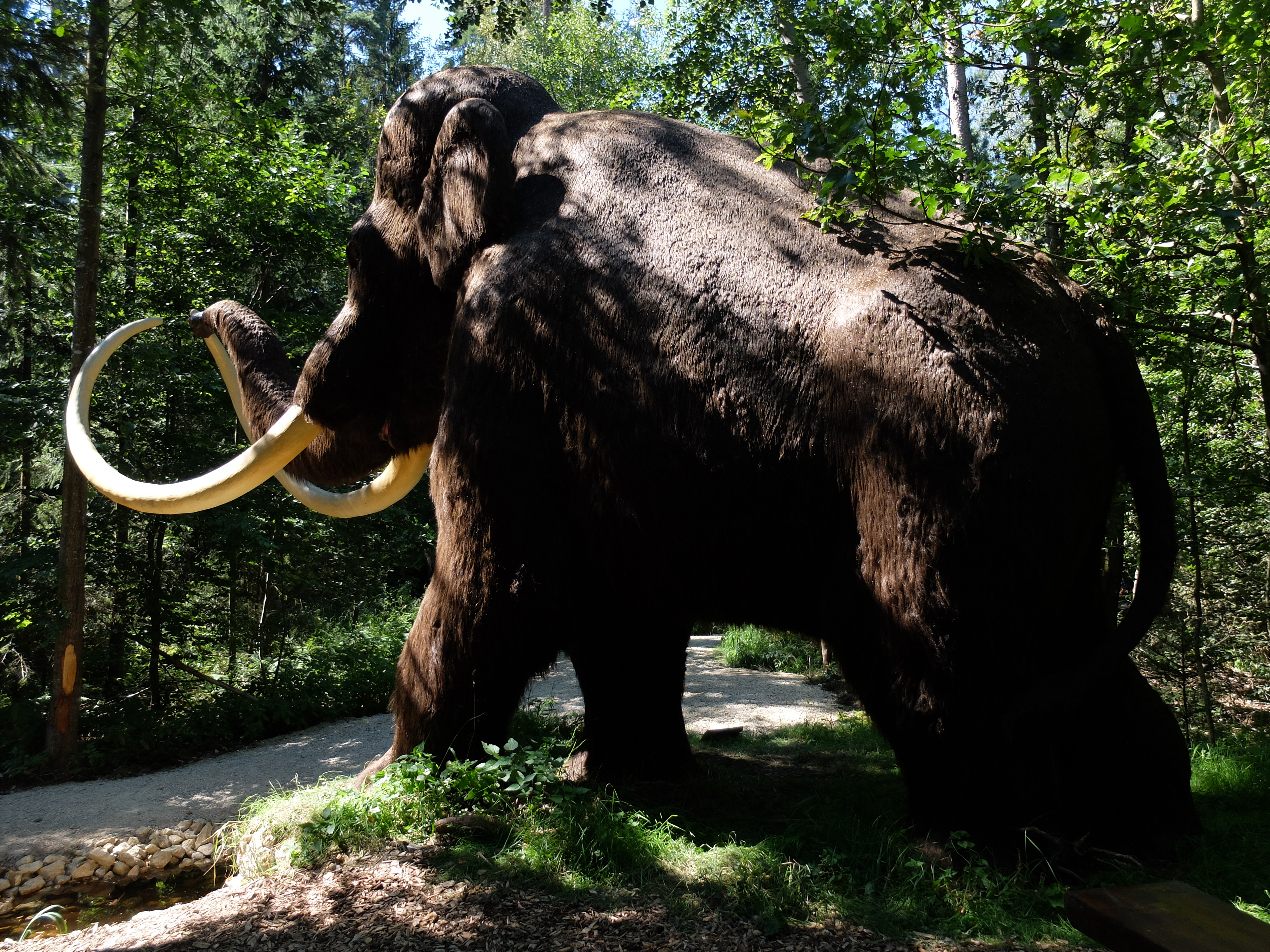
Una riproduzione del maestoso mammuthus in un parco naturale

In alcune grotte possiamo ancora trovare pitture rupestri che raffigurano uomini stilizzati che cacciano alcuni degli animali sopra elencati.